# Politihund
En politihund eller en polititjenestehund er en hund, der er uddannet til at hjælpe politibetjente eller andet lovhåndhævende personale. Deres opgaver inkluderer at finde narkotika og sprængstoffer, at finde mennesker, finde bevismaterale på gerningssteder og angribe personer, som bliver udpeget af poliiet. Politihunde skal huske og lystre adskillige verbale ordre og fagter. De mest almindelige hundreracer er schæferhund, malinois, blodhund, hollandsk hyrdehund og forskellige retriever-racer.
I engelsktalende lande bliver politihunde ofteomtalt som K-9 eller K9, hvilket er et ordspil på ordet canine.
Norges første polititjenestehund var en schæferhundtæve, som blev godkendt den 17. maj 1913 i København.